# Cardiff
Cardiff (kymriska: Caerdydd) är huvudstaden och den största staden i Wales. Cardiff ligger på den walesiska sydkusten. Den var en liten stad ända till början av 1800-talet, då dess betydelse växte till följd av att området industrialiserades och staden kom att användas som hamn för transporter av kol. Cardiffs centralort hade 292 150 invånare 2001, på en yta av 66,52 km². Kommunen hade 335 145 invånare vid folkräkningen 2011, vilket hade ökat till 346 100 invånare (2011). Cardiffs hela tätort sträcker sig in i kommunen Vale of Glamorgan, och omfattar även orterna Dinas Powys, Penarth och Radyr. Befolkningen uppgick till 327 706 invånare 2001, på en yta av 75,72 km².
Cardiff blev officiellt Wales huvudstad år 1955. Vid folkräkningen 2001 var Cardiff Storbritanniens sextonde största stad.

## Historia
Betydelsen av det kymriska namnet Caerdydd var länge omstridd. Caer (fort) var oproblematiskt, men betydelsen av dydd, som betyder "dag" på modern kymriska, var svårare att få fram. Man trodde länge att det kunde vara en benämning på floden Taff, som staden ligger vid, alltså "fortet vid Taff". Senare forskning har dock avvisat detta, och man har funnit att romaren Antonius Didius lät bygga ett fort där staden ligger, och att Dydd är en benämning på honom. Det finns inga kända rester efter det romerska fortet, men ett normandiskt slott, Cardiff Castle, på samma plats är bevarat. Det byggdes ut under viktoriansk tid av John Patrick Chrichton-Stuart och arkitekten William Burges.
Ännu ett slott, Castell Coch ("det röda slottet"), ligger ca 10 km nordväst om stadens centrum. Detta är ett viktorianskt fantasislott ritat av Burges och byggt under 1870-talet ovanpå ruinerna av ett medeltida slott. Exteriören har använts för inspelning av flera TV-serier, bland annat The Worst Witch.

### City Status
Kung Edvard VII gav Cardiff "City Status" den 28 oktober 1905. Cardiff blev Wales huvudstad den 20 december 1955, genom ett skrivet svar från inrikesministern. Caernarfon fråntogs därmed sin titel. Cardiff firade dessa två händelser år 2005.
Staden är huvudort i Glamorgan, även om dess roll har minskat sedan omorganisationen år 1974 då nuvarande Cardiff och Vale of Glamorgan bildade det nya South Glamorgan.

## Kultur, medier, sport och turism

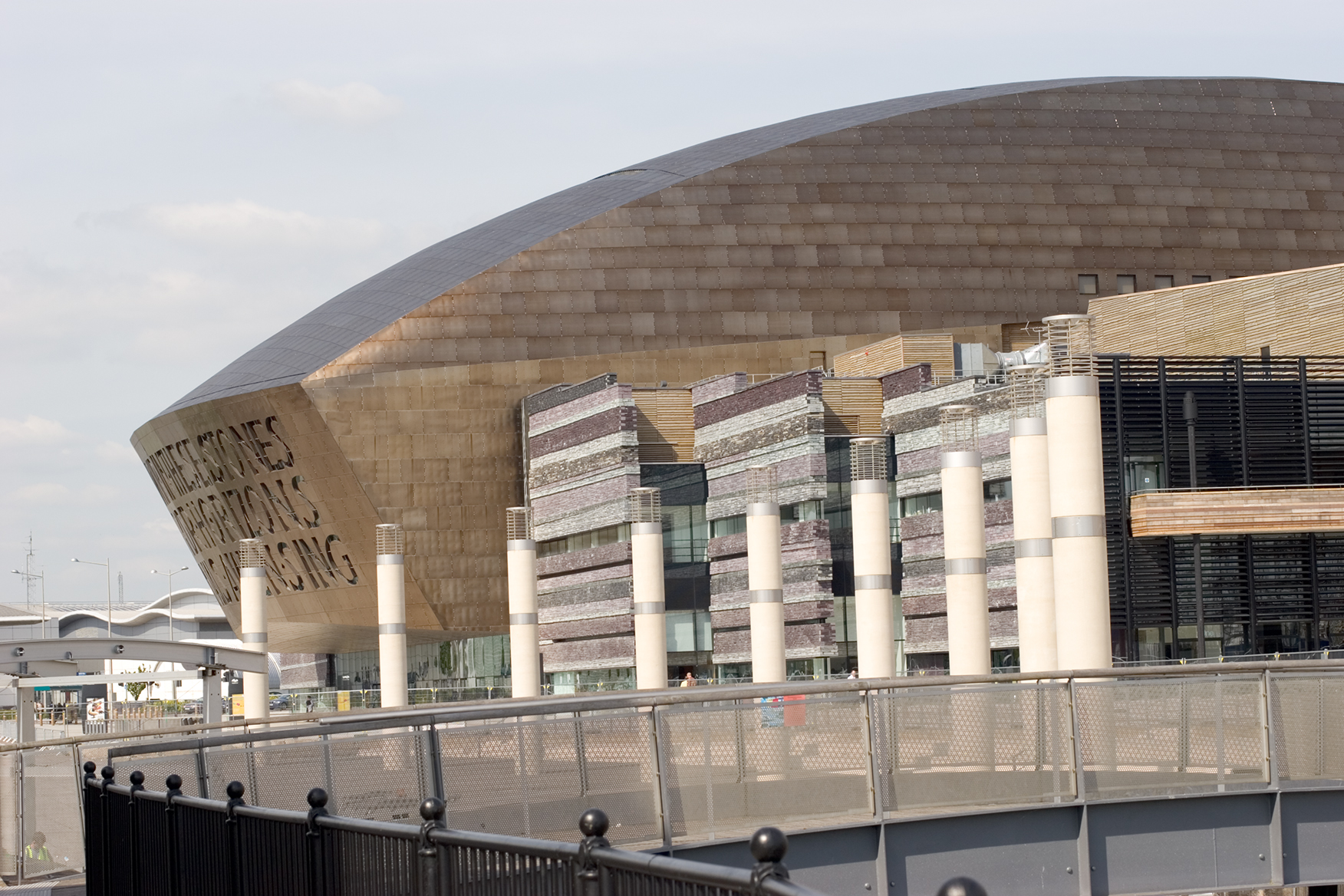
Millennium Centre, Cardiff

Stadens fotbollslag är Cardiff City FC, kända som "The Bluebirds". Staden har också ett rugbylag, Cardiff Blues och ishockeylaget Cardiff Devils. Glamorgan County Cricket Club har sin hemmaplan på Swalec Stadium i staden. Den lokala stadion Millennium Stadium (2016 omdöpt till Principality Stadium) håller internationell standard och är Wales nationalstadion och hemmaarena för Wales fotbollslandslag. År 1958 arrangerades Samväldesspelen i Cardiff.
Utöver Cardiff slott, Castell Coch och nationalförsamlingens byggnad finns också Wales nationalmuseum och galleri samt Cathays Park. I sistnämnda ligger lokaladministrationens byggnader, som uppfördes efter en modell av motsvarande byggnader i New Delhi. Den walesiska operan flyttade in i Wales Millennium Centre i november 2004.
Staden har ett universitet, Cardiff University, två högskolor och ett institut tillhörande University of Wales och Royal Welsh College of Music and Drama.
Cardiff var värdort för det nationella Eisteddfod år 1883, 1899, 1938, 1960 och 1978.

### Media
Cardiff är bas för ett antal regionala tv-kanaler och tv-stationer, bland annat BBC Wales, ITV1 Wales, S4C och Capital TV - Cardiffs egen lokaltv-kanal. De största tidningarna, South Wales Echo och den nationella tidningen Western Mail är baserade i Western Mail och i Echobyggnaden i stadens centrum. Red Dragon FM är den största radiokanalen som sänder i södra Wales, baserad i Atlantic Wharf. Ett antal andra radiokanaler som också sänder i Cardiff är Real Radio (södra Wales) och BBC Radio Wales.

## Transporter

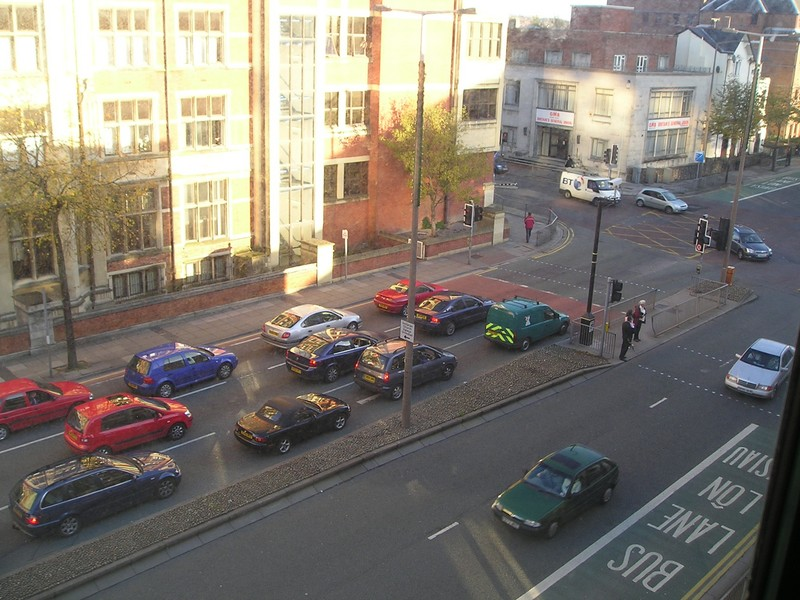
Newport Road i centrala Cardiff

Cardiff är huvudtransporthuben i södra Wales, och är fokus för flertalet vägar och järnvägslinjer som sammankopplar staden med resten av södra och västra Wales och England. Cardiff ligger längs den viktiga motorvägen M4 som förbinder staden med England och London.
Som i många andra städer har biltrafiken orsakat många problem, och för att motverka trafikstopp har stadsstyret bland annat öppnat bussvägar för att öka transporten in och ut ur staden.
Vägen Taff Trail tillåter cyklister att cykla från Cardiff Bay hela vägen till Brecon Beacons nationalpark.
Det finns flera bil- och järnvägsbroar som går över floden Taff i Cardiff. Detta inkluderar Clarence Roadbron, en relativt modern bro som ersatte en svängbro. Den ursprungliga bron var namngiven efter Albert Victor av Clarence.

### Tåg och buss
Cardiff har ett välutvecklat bussnätverk där det stadsägda Cardiff Bus erbjuder den största majoriteten av linjerna i staden så långt ut som Newport, Penarth, Barry och Llantwit Major. National Express erbjuder reguljära linjer till Merthyr Tydfil och Swansea, samt till London och andra stora städer i Storbritannien.
Cardiff har två större järnvägsstationer i stadens centrum - Cardiff Central och Cardiff Queen Street. Cardiff Central är den största järnvägsstationen i Wales och är en av de mest trafikerade i landet som erbjuder tåg till hela Storbritannien. Tåg går härifrån bland annat till Swansea, västra Wales samt till Holyhead. Cardiff Queen Street järnvägsstation är den näst mest trafikerade i Wales och är hub för linjer via Valley Lines som sammankopplar södra Wales och Cardiffs förorter med stadens centrum.

### Luftfart
Cardiff och South Wales servas av Cardiff Airport (CWL), den enda stora flygplatsen i hela Wales. Den servas av flera charterbolag samt flera lågprisflygbolag som bmibaby som erbjuder både internationell och inrikestrafik. Den är belägen vid staden Rhoose 10 miles väster om staden. Det finns reguljära busslinjer som går från centralstationen i Cardiff till flygplatsen, samt tåg till järnvägsstationen vid flygplatsen.

## Näringsliv
Bryggeriet Bullmastiff Brewery ligger i Cardiff.

## Vänorter
Cardiff har följande vänorter:
- Stuttgart, Tyskland (1955)
- Luhansk, Ukraina (1959)
- Nantes, Frankrike (1963)
- Xiamen, Kina (1983)
- Hordaland, Norge (1996)

## Kända personer från Cardiff
- Gareth Bale
- Charlotte Church
- Roald Dahl
- Dave Edmunds
- Ryan Giggs
- Jamie Miller